# Euchaetes
Euchaetes este un gen de insecte lepidoptere din familia Arctiidae.

## Specii[1]
- Euchaetes albaticosta
- Euchaetes albicosta
- Euchaetes antica
- Euchaetes bicolor
- Euchaetes bolteri
- Euchaetes castalla
- Euchaetes costaricae
- Euchaetes crassipyga
- Euchaetes cressida
- Euchaetes cyclica
- Euchaetes densa
- Euchaetes egle
- Euchaetes elegans
- Euchaetes epagoga
- Euchaetes expressa
- Euchaetes fumidus
- Euchaetes fusca
- Euchaetes gigantea
- Euchaetes griseopunctata
- Euchaetes helena
- Euchaetes jalapa
- Euchaetes mitis
- Euchaetes pannycha
- Euchaetes parazona
- Euchaetes perlevis
- Euchaetes polingi
- Euchaetes pollenia
- Euchaetes pollinia
- Euchaetes promathides
- Euchaetes psara
- Euchaetes rhadia
- Euchaetes rizoma
- Euchaetes salatis
- Euchaetes scepsiformis
- Euchaetes sinaloensis
- Euchaetes zella
- Euchaetes zonalis